# لاور كالون
 لاور کالون  بفتح الواو والراء، وضم اللام والواو وسكون النون، منطقة زراعية شاسعة وتعتبر من أخصب الأراضي الواقعة في داخل الجبال الجنوبية المعروفة بـسلسلة جبال جنوب كوخرد «كوه زير»، التابعة لناحية كوخرد ( بالفارسية: بخش كوخرد ) من توابع مدينة بستك في محافظة هرمزگان في جنوب إيران. مصتلح  لاور   يطلق على مكان واسع ومحاط بالجبال من ثلاث جهات، بحيث أن المياه الأمطار تجري إليها من ثلاث جهات وتخرج من جهة واحدة، و لاور : كلمة فارسية معربة تعني (الأرض الواسع). تزرع في أراضيها القمح والشعير بشكل واسع. وهي منطقة زراعية شاسعة معروفة من عزلة تراروا، وناحية سهل أوه شيرينو، في جبال الجنوب، تبعد عن ناحية كوخرد بحوالي 15 كيلومتراً، وتقع في جنوب غربي كوخرد في داخل الجبال. تقع منطقة  لاور کالون  على هضبة جنوب غربي كوخرد، حيث المناظر الطبيعية الجذابة والجبال الشامخة والأنهار والمسيلات المائية الرقراقة والأشجار الخضراء الكثيفة.

## حدود لاور کالون
من الشمال: جبل «کوه سِه چُکی»، ومن الجنوب جبل «کوه گِردو» ومغارة «اشکفت حلقه»، ومن الغرب «سَدِنُه»، ومن الشرق تنتهي بــ سهل بست گز في وادي بست كز.

## الطيور البرية في لاور کالون
هناك أرض رطبة جميلة تدعى «سَدِنُه» تجذب كثيرا من الطيور البرية إليها لقضاء الشتاء كل سنة، ومن هذه الطيور البرية البالغ عددها ما يقارب المئات بل اللآف، نوع نادر من الطيور اسمه « كراشكين» باللهجة المحلية. نذهب الآن إلي هذه الأرض الجميلة للتمتع بملامحها الطبيعية. تقع أرض «سَدِنُه» الرطبة ما بين هضبتين محاطة بغابة كثيفة من الأشجار السلم (شجرة)(1) والسمر (2) السدر (3) والطلح (4) والنادر (5) وو الغاف (6) القرظ(7) وغير ذلك، وكذلك مجموعة كبيرة من الطيور المحلية تعشش على أغصان هذه الأشجار من مواسم التزاوج، خصوصاً في فصلي الربيع والصيف.
وقد تبع التباين الواضح في التضاريس تباين مماثل في الحياة البرية لمنطقة لاور كالون بما تشمله من غطاء نباتي متميز يحتوي ويضم العديد من النباتات البرية الزهرية وغير الزهرية منها، بالإضافة إلى التنوع الهائل بالأشجار والشجيرات والنباتات الرعوية، وكذلك التنوع المميز من الحيوانات البرية والطيور والزواحف والبرمائيات والحشرات وغيرها.
وقد مرت عصور متلاحقة في المنطقة أدت في نهاية الأمر إلى قدوم بعض الحيوانات البرية إليها من عدة مناطق أخرى من العالم حيث وصلت الذئاب والغزلان والحيوانات البرية أخرى.
 والمجموعة تضم الطيور التالية:
- القمري
- الحجل
- الدراج
- الصفرد
- هدهد
- الحمام  (حمام البري)
- حمام البري المطوق
- الرمانيٍ
- القحافي
- الأسرد
- المدقي
- القوبعةٍ
- أم سالم
- الخضيري
- ألأدرجٍ
- صعوة
- السلحوت
- فرخ السمن
- حصد
- القطا
- مخضرم
- الحطيبي
- مدقي مراعيد
- فقاقة زيانية

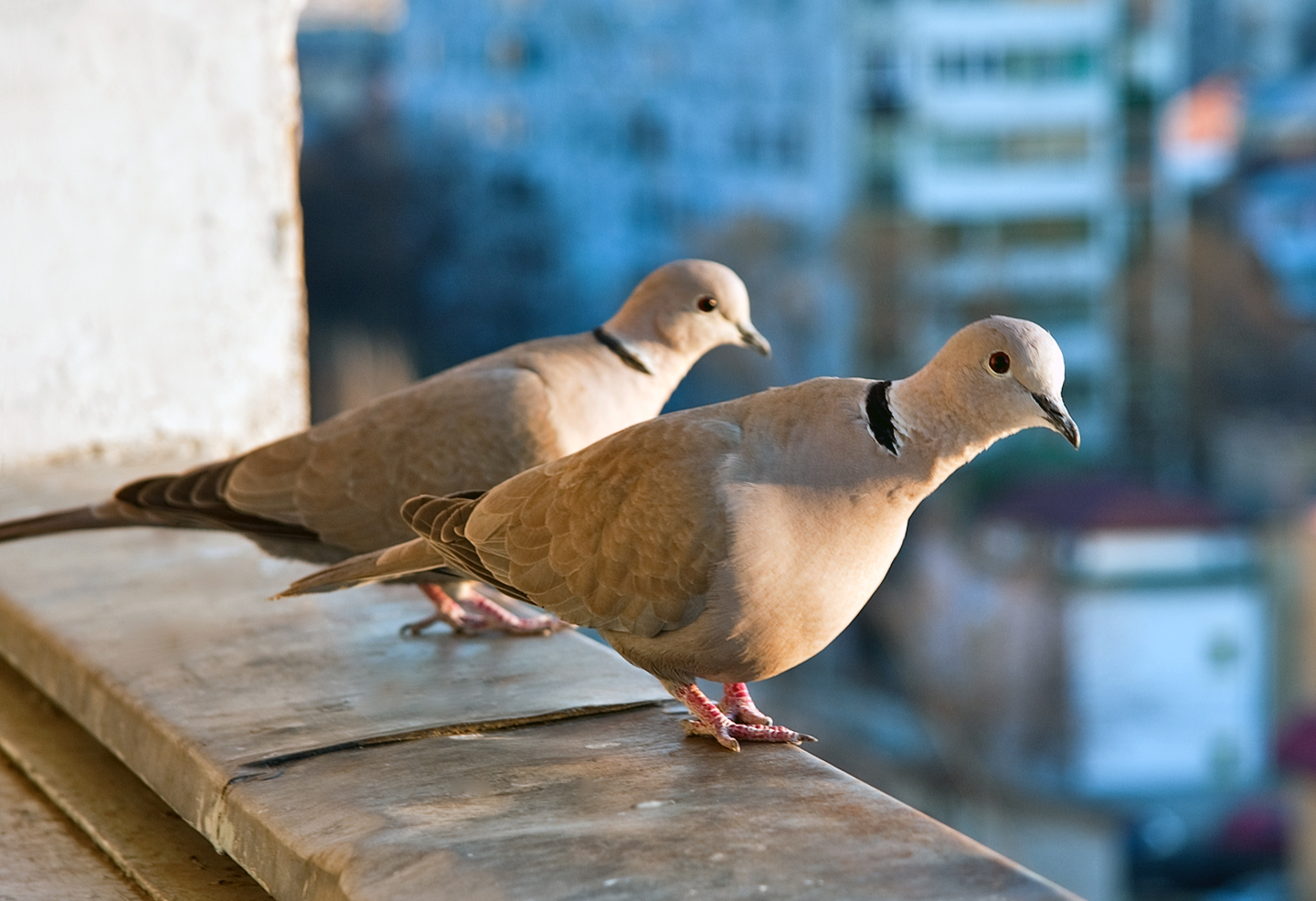
القمري

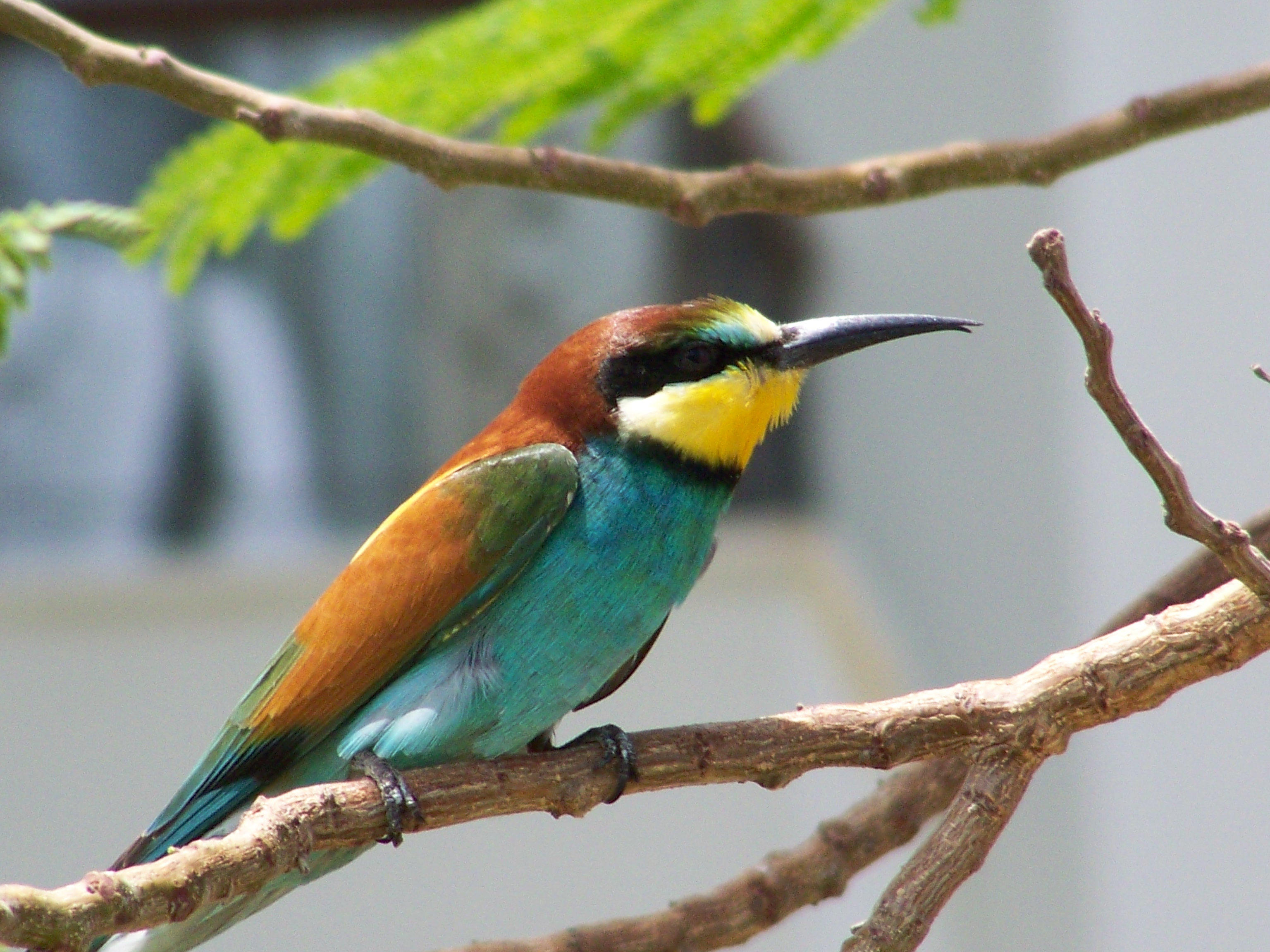
صقرقع

يطير إليه كثير من الطيور الموسمية من شمال البلاد كلما يحل فصل الشتاء. وحسب الإحصاءات فإن أنواع الطيور الموسمية التي تعيش هنا تصل إلى أكثر من 200 نوع، وعددها يتجاوز ألف طائر.
- ويصف محمد محمديان المنطقة في هذه الأبيات قائلاً :

## معرض الصور

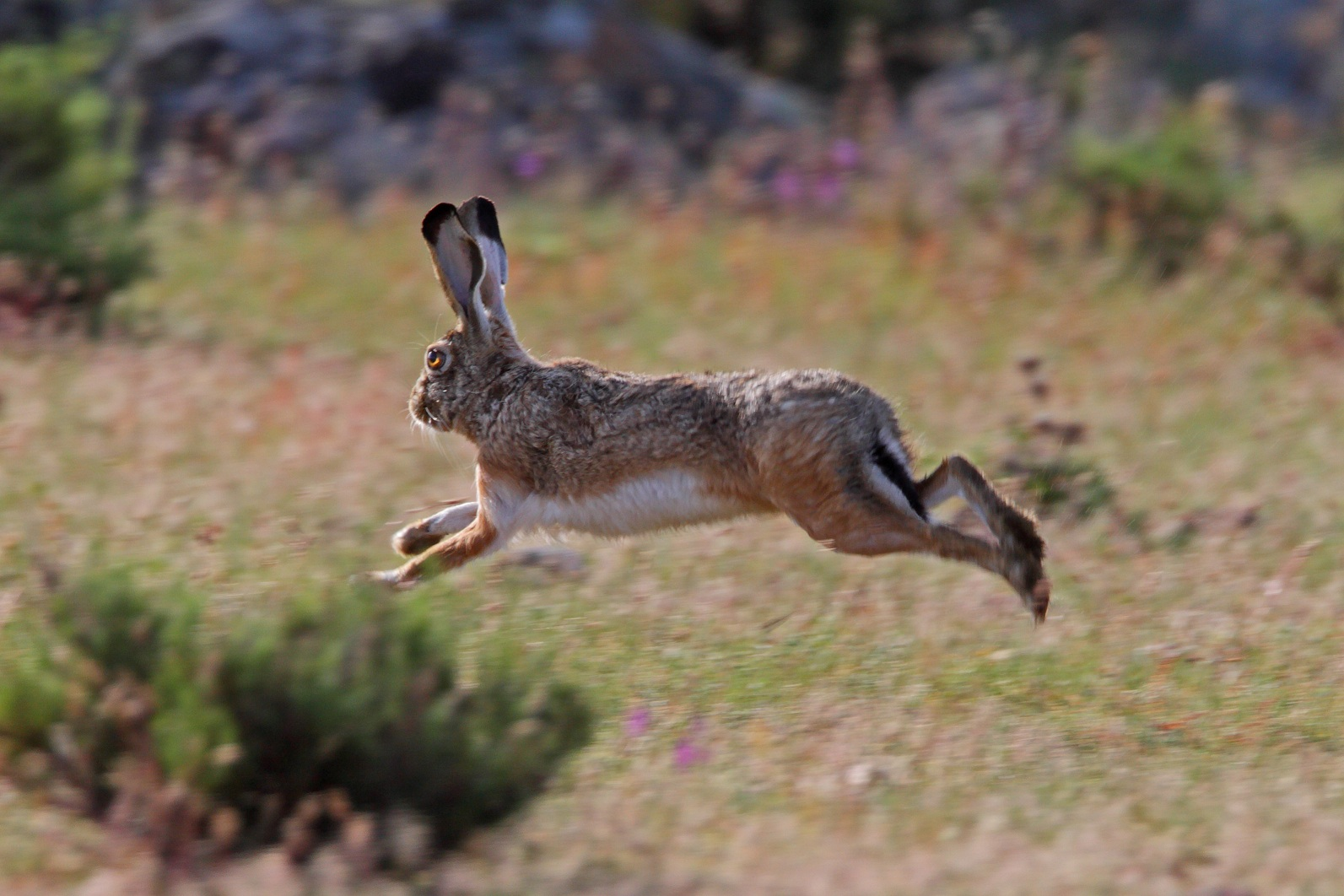
أرنب